# 28. sydlige breddekreds
Den 28. sydlige breddekreds (eller 28 grader sydlig bredde) er en breddekreds, der ligger 28 grader syd for ækvator. Den løber gennem Atlanterhavet, Afrika, det Indiske Ocean, Australasien, Stillehavet og Sydamerika.